# میچیکو نومورا
میچیکو نومورا (انگلیسی: Michiko Nomura؛ زادهٔ ۳۱ مارس ۱۹۳۸) صداپیشه، و بازیگر اهل ژاپن است. وی از سال ۱۹۵۸ میلادی تاکنون مشغول فعالیت بوده‌است.